# Шульженко, Василий Владимирович
Васи́лий Влади́мирович Шульже́нко (14 июля 1949 года, Москва, РСФСР, СССР) — российский художник, работающий в жанре фигуративной живописи в стиле гротескного реализма.

## Биография
Родился 14 июля 1949 года в Москве.
В 1973 году окончил Московский полиграфический институт, а с 1978 года является членом живописной секции Московского союза художников.
Работы находятся в частных и музейных коллекциях России, США, Италии, Франции, Финляндии, Нидерландов, в Государственной Третьяковской галерее в Москве, в музее "М'АРС" (Москва), в музее "КИССИ" в Оклахома Сити (США).
Живёт и работает в Москве.

### Выставки
С 1972 — участник городских, республиканских и всесоюзных выставок:
- 1990 — групповая выставка в Испании
- 1990 — выставка в галерее «МАРС», Москва
- 1990 — выставка в Италии
- 1990 — «АРТ-Миф-1» и «АРТ-Миф-2»
- 1990—1991 — «Майя Польски Галери», Чикаго, США
- 1991 — выставка «Золотая кисть», Москва
- 1992 — международная выставка изобразительного искусства, Чикаго
- 1993 — персональная выставка в «КАРАСС»
- 1994—1995 — «Русская коллекция. Конец XX века», Москва
- 1996 — «Галереи в Галерее», Москва
- 1997 — «Параллельные взгляды: Современное российское и американское искусство», университет Миссури, Колумбия
- 1999 — «Новый русский реализм: Нестерова, Шерстюк, Шульженко», художественная галерея Meadow Brook,Окландский университет, Рочестер персональная выставка, галерея Майя Польски, Чикаго
- 2001 — «АРТ 2000», персональная выставка, галерея Майя Польски, Чикаго
- 2001 — «АРТ 2001», Чикаго
- 2002 — «АРТ 2002», Чикаго
- 2003 — «АРТ 2003», галерея Майя Польски, Чикаго